# Байдаров, Мугма Магомед оглы
Мугма Магомед оглы Байдаров (азерб. Muhuma Məhəmməd oğlu Baydarov; июнь 1910, Катех, Закатальский округ — 1975, там же) — советский азербайджанский государственный деятель, Герой Социалистического Труда (1949).

## Биография
Родился в июне 1910 года в селе Катех Закатальского округа (ныне Белоканский район Азербайджана).
Участник Великой Отечественной войны.
В 1930—1942 годах учитель в средних школах сел Мазех Закатальского района, Катех и Тулу Белоканского района. С 1943 по 1953 год председатель исполкома Белоканского районного Совета депутатов трудящихся. В 1948 году обеспечил своей работой перевыполнение в целом по району планового сбора табака на 24,4 процента.
С 1970 года пенсионер союзного значения.
Указом Президиума Верховного Совета СССР от 1 июля 1949 года за получение в 1948 году высоких урожаев табака Байдарову Мугме Магомед оглы присвоено звание Героя Социалистического Труда с вручением ордена Ленина и золотой медали «Серп и Молот».
Активно участвовал в общественной жизни Азербайджана. Член КПСС с 1940 года. Депутат Верховного Совета Азербайджанской ССР 2-го созыва.
Скончался в 1975 году в родном селе.